# 享徳
享徳（、旧字体：享德）は、日本の元号の一つ。宝徳の後、康正の前。1452年から1455年までの期間を指す。この時代の天皇は後花園天皇。室町幕府将軍は足利義政。

## 改元
- 宝徳4年7月25日（ユリウス暦1452年8月10日） 三合の厄を避けるため改元
- 享徳4年7月25日（ユリウス暦1455年9月6日） 康正に改元

当時の関白であった一条兼良の強い意向によって行われた改元とされている（『建内記』享徳元年7月25日条）。
なお、康正改元当時、室町幕府から追討を受けていた古河公方・足利成氏は康正以後の改元を認めず、以後も関東の広い地域において、「享徳27年」（＝文明10年＝1478年）まで用いられていた（享徳の乱）。これについては、京都の室町幕府に抵抗して改元を受け入れなかったとする佐藤博信説と室町幕府が改元詔書を関東管領上杉氏（幕府方）のみに下したからだとする峰岸純夫説がある。

## 享徳期におきた出来事
2年
- 11月、因幡守護・山名熈高の死去に伴う家督争論に勝利した山名熈幸が兄の熈成を因幡から追放する。

3年
- 11月23日 享徳地震 - 奥州に大津波[4]。享徳の乱との関連も指摘されている[5]。
- 12月27日 享徳の乱

### 死去
- 2年（1454年） - 山名熈高、因幡守護（生年不詳）
- 3年12月27日（1455年1月15日） - 上杉憲忠、室町幕府関東管領（永享5年（1433年）出生）
- 4年3月26日（1455年4月12日） - 畠山持国、室町幕府管領（応永5年出生）

## 西暦との対照表
※は小の月を示す。
| 享徳元年（壬申） | 一月      | 二月  | 三月※ | 四月※ | 五月    | 六月※ | 七月※ | 八月  | 閏八月※ | 九月  | 十月※   | 十一月  | 十二月    |
| ---------------- | --------- | ----- | ----- | ----- | ------- | ----- | ----- | ----- | ------- | ----- | ------- | ------- | --------- |
| ユリウス暦       | 1452/1/22 | 2/21  | 3/22  | 4/20  | 5/19    | 6/18  | 7/17  | 8/15  | 9/14    | 10/13 | 11/12   | 12/11   | 1453/1/10 |
| 享徳二年（癸酉） | 一月      | 二月※ | 三月  | 四月※ | 五月    | 六月※ | 七月※ | 八月  | 九月※   | 十月  | 十一月※ | 十二月  |           |
| ユリウス暦       | 1453/2/9  | 3/11  | 4/9   | 5/9   | 6/7     | 7/7   | 8/5   | 9/3   | 10/3    | 11/1  | 12/1    | 12/30   |           |
| 享徳三年（甲戌） | 一月      | 二月※ | 三月  | 四月  | 五月※   | 六月  | 七月※ | 八月※ | 九月    | 十月※ | 十一月  | 十二月※ |           |
| ユリウス暦       | 1454/1/29 | 2/28  | 3/29  | 4/28  | 5/28    | 6/26  | 7/26  | 8/24  | 9/22    | 10/22 | 11/20   | 12/20   |           |
| 享徳四年（乙亥） | 一月      | 二月※ | 三月  | 四月  | 閏四月※ | 五月  | 六月※ | 七月  | 八月※   | 九月  | 十月※   | 十一月  | 十二月※   |
| ユリウス暦       | 1455/1/18 | 2/17  | 3/18  | 4/17  | 5/17    | 6/15  | 7/15  | 8/13  | 9/12    | 10/11 | 11/10   | 12/9    | 1456/1/8  |